# سالی که صدای من شکست
سالی که صدای من شکست (به انگلیسی: The Year My Voice Broke) فیلمی محصول سال ۱۹۸۷ و به کارگردانی جان دایگن است. در این فیلم بازیگرانی همچون نوآ تیلور، لو کارمن، بن مندلسون، انجا کولبی، بروس اسپنس و نیک تیت ایفای نقش کرده‌اند.